# SV Wals-Grünau
Der SV Wals-Grünau ist ein österreichischer Fußballverein aus der Salzburger Gemeinde Wals-Siezenheim und spielt derzeit in der Regionalliga West.

## Vereinsgeschichte
Der SV Wals-Grünau wurde im Mai 1957 bei einer Generalversammlung des damaligen ATSV Wals gegründet. Der erste Vorstand setzte sich aus Josef Hager, Rudolf Jezernik, Peter Sigl und Hans Langmann zusammen. Das Ziel dieses Vorstandes war die Gründung einer Fußballsektion und den Spielbetrieb im Rahmen der Meisterschaft des Salzburger Fußballverbandes aufzunehmen. Den ersten Spielball sponserte der damalige Bürgermeister der Stadt Salzburg Alfred Bäck bei. Die ersten Jahre bis zur Fertigstellung des eigenen Sportplatzes an der Saalach trug die Mannschaft ihre Heimspiele am Danubia Platz im Stadtteil Lehen aus. 1964 konnte man die erste Jugendabteilung öffnen und nach und nach wurde auch der Sportplatz mit Brausen und Kabinen ausgestattet. 1970 gründeten die Spielerfrauen die erste Frauenmannschaft und trugen auch viele Freundschaftsspiele aus. Den ersten Erfolg konnte der Verein 1976 verbuchen und in die 1. Klasse Nord aufsteigen. 1977 wurde von der Gemeinde Wals-Siezenheim eine Flutlichtanlage errichtet und der Trainingsplatz erneuert. Auch Obmann Josef Hager legte sein Amt nach 20 Jahren zurück und übergab es an Hans Schruckmayer.

## Männerfußball

### Geschichte
Höhen und Tiefen
Von 1979 bis 1982 verpasste man gleich viermal in Folge den Aufstieg in die 2. Landesliga, Die Grünauer wurde in jeder dieser vier Saisons zweiter. 1983 stieg man mit Platz 6 durch eine Ligareform in die 2. Landesliga auf, ohne jemals Meister geworden zu sein. Es folgten schwere Jahre, in denen man immer wieder gegen den Abstieg kämpfen musste. In diesen Jahren war der spätere Präsident Edi Jost die Zentralfigur im Spiel der Grünauer. 1986 wurde mit Fritz Rathgeb ein sehr erfahrener Trainer verpflichtet, welcher auch die Grundbausteine für die späteren erfolgreichen Jahre setzte. Nach 3 glücklosen Jahren, als man wieder knapp den Aufstieg verpasste, konnte man 1990 endlich den ersten Meistertitel bejubeln. Man schaffte den Aufstieg in die 1. Landesliga, musste aber den Weggang von Trainer Rathgeb hinnehmen. Nach einem 4. Platz in der darauffolgenden Saison konnte man 1992 als Winterkönig nur auf Platz 7 in die neu gegründete Salzburger Liga aufsteigen. 1994 konnte man unter Trainer Wolfgang Dietinger in die Regionalliga West aufsteigen. Nach Erfolgen beim Salzburger Stier stieg man 1995 deutlich abgeschlagen wieder in die Salzburger Liga ab.
Seit 2002
2002 verließ Trainer Wolfgang Dietinger nach 8 Jahren den Verein in Richtung ASK Salzburg. 2004 kam es dann noch schlimmer, als man den Abstieg in die 2. Landesliga hinnehmen musste. Es wurde der sofortige Wiederaufstieg angepeilt, welcher aber nicht gelang. 2008 konnte man nur kurz vor Ende der Meisterschaft den Abgang in die 1. Klasse verhindern. Als man 2009 wieder einmal knapp den Aufstieg verpasste, setzte man für die Saison 2009/10 die Ziele eher tief, um niemanden unter Druck zu setzen. Dieses Konzept funktionierte perfekt und am Ende der Saison konnte man den Aufstieg in die Salzburger Liga bejubeln. Unter dem Trainer-Trio Toni Schaupper, Bernd Walcher und Michael Kalhammer, sowie dem Sportlichen Leiter Hans-Peter Bauer verlor man kein einziges Spiel dieser Saison und stieg unbesiegt auf. Nachdem Toni Schaupper den Verein verlassen hatte, wurde Michael Kalhammer als neuer Trainer für die Saison 2010/11 präsentiert. In der Saison 2013/14 gab es viele Trainerwechsel. Momentan wird die Mannschaft von Franz Aigner trainiert.

### Erfolge
- Spielzeit Regionalliga West: 1994/95, 2012/13, 2013/14
- Meister 2. Landesliga: 1989/90, 2009/10
- Meister Salzburger Liga: 1993/94, 2011/12
- Aufstieg 2. Landesliga: 1982/83
- Aufstieg 1. Klasse: 1976/77

## Frauenfußball
Als SV Grünau spielte ein Damenteam in der Damenliga Oberösterreich in der Saison 1994/95.